# 岩崎真宏
岩崎 真宏（いわさき まさひろ）は、日本の管理栄養士、 臨床検査技師、医学博士、一般社団法人 日本栄養コンシェルジュ協会 代表理事、ベジタブルテック株式会社CEO、一般社団法人 煎茶道 黄檗売茶流 準師範 茶名"影仙"。

## 人物
大阪府大阪市出身。医学研究者、病院管理栄養士として、基礎研究および臨床研究の国際科学雑誌に学術論文を多数発表するなど、国内外での研究・論文発表、学会賞受賞など多くの実績を持つ。関西の病院で生活習慣病の食事療法を行う管理栄養士として勤務していた際に、医学研究者として医学的な研究を行い、人体の仕組みと食事の栄養の関係について学ぶ。この時、食事内容を変えるだけで治療効果が高まること、それまで効かなかった薬が効果を発揮するようになる経験などを通して、栄養次第で細胞の悪い状態を改善できることを研究室と臨床現場の両方で実感。「人は、食事内容を変えるだけで健康になれる」という確信を得る。
栄養学および生活習慣病に関する専門書執筆も多い。健康管理や疾病予防、スポーツのための効果的な栄養サポートを提案し、医療施設・医療従事者や農家、運動指導者との連携により、質の高いヘルスケアサービスの開発と普及に取り組む。栄養を切り口とした多業種連携を行う。セミナー・講演実績も多数。医療従事者やアスリート、トレーナーなどと連携し、農業と栄養学によるヘルスケア・フードテックを目指し、2015年にベジタブルテック株式会社（旧Omoi Foods株式会社）を共同創業。
多くの臨床現場での経験から野菜摂取の重要性に気付くとともに、野菜摂取の手間や負担を減らすための加工技術の必要性に思い至り、試行錯誤の末、無農薬野菜を「オールフィト濃縮乾燥法」という特許技術で粉末にした無添加の野菜パウダー「かける粉野菜」「飲む粉野菜」を開発。この野菜パウダーに着目した画家の松井守男が画材として使用し、作品を発表。話題となった。
岩崎は野菜の栄養成分の中でも特に緑黄色野菜に豊富に含まれる「フィトケミカル」に注目しており、フィトケミカルが人間の体を変える力を持っていると考えている。

## 略歴
- 2010年 - 2015年、関西電力病院疾患栄養治療センター 管理栄養士。
- 2015年 - 神戸大学大学院医学研究科 医学研究員。
- 2015年以降
  - Omoi Foods株式会社（ベジタブルテック株式会社）共同創業者。
  - Original Nutrition株式会社 創業者。
- 2016年以降 - EWP株式会社 共同創業者。
- 2017年以降 - 一般社団法人 日本栄養コンシェルジュ協会 代表理事。
- 2019年 - 1月11日、「始動 Next Innovator 2018 （グローバル起業家等育成プログラム）」のシリコンバレー派遣メンバーに選出[13]。
- 2020年 - 9月20日-22日、パフォームベタージャパンサミット（PBJ）サミット2020講師[14]。
- 2021年 - 6月12日、第1回『Eagle Eye Seminar(イーグルアイセミナー)』にゲスト出演[15]。

- 2022年3月14日 - 著書『野菜は最強のインベストメント-投資-である』を刊行。朝原宣治、Yumicoなどの推薦を受け、予約段階からAmazonランキングにて医学・薬学・看護学・歯科学で1位（2023年3月2日調べ）等合計7部門で1位を獲得[16]。

## 受賞歴
- 2014年学会賞（アルビレオ賞）[2]
- 日本体質医学会 若手研究奨励賞2014年[17]
- NEXT AWARD トレーナー・インストラクター オブ・ザ・イヤー 2016 プログラムディレクター部門 最優秀賞[18]

## 著書

### 単行本
- 『栄養によるコンディショニング : メンテナンスとパフォーマンス』（2018年8月）[19]
- 『リバウンドしない「やせる食べ方」』（西村紗也香、岩崎真宏共著、2021年6月28日 Amazon Services International, Inc.）[20]
- 『ミス・ユニバース ジャパン ファイナリストが教える 究極のやせる食事術』（西村紗也香、岩崎真宏共著、2021年6月28日 Amazon Services International, Inc.）[20]
- 『野菜は最強のインベストメントである』（フローラル出版）[21]ISBN 9784910017310[22][23]

### 季刊誌
- 『農業と経済』2022年冬号「ご飯は太る」の嘘[24]

## メディア出演

### テレビ
- 『これって世界を変えちゃうんじゃない？』～驚きアイデアで社会問題を解決！～（BSテレビ東京）2022年7月16日[25]
- 『これって世界を変えちゃうんじゃない？』～介護＆リサイクルの新ビジネス！～（BSテレビ東京）2022年9月24日[26]

### ラジオ
- 「『栄養コンシェルジュ』について」（ラジオNIKKEI）2016年7月7日 [27]
- 『ポチッとMラジ』（MBSラジオ）2018年6月25日[28]
- 『近藤真彦RADIO GARAGE』 第93回 2023年7月23日[29][30]